# 다니 마사유키

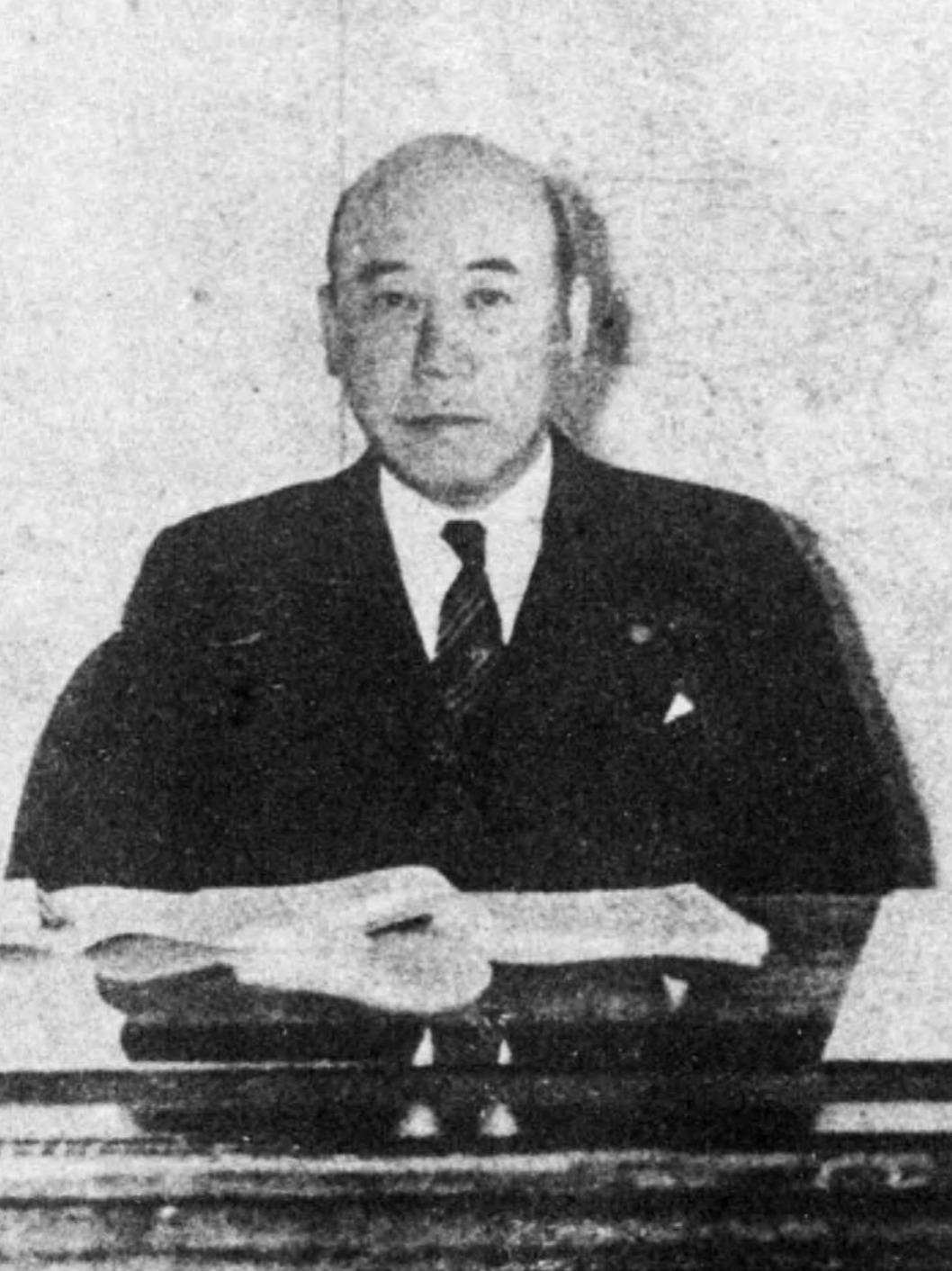

다니 마사유키(일본어: 谷 正之 타니 마사유키[*], 1889년 2월 9일 ~ 1962년 10월 16일)는 일본의 외교관이자 정치인으로, 도조 히데키 내각에서 외무대신을 지냈다.
구마모토현 출신으로, 도쿄 제국대학 법과 정치학 학과를 졸업하고, 외무성에 들어가 아시아 국장, 만주국 대사관 참사관, 오스트리아 겸 헝가리 공사를 지냈다. 1939년 외무차관이 되었으며, 1942년 도조 내각에서 외무대신, 정보국 총재가 되었다. 1943년부터 1945년까지 중국 대사를 지냈으며, 전후 A급 전범 피지정자가 되었으나 불기소 되었고, 시게미쓰 마모루의 심복으로 활약하며, 시게미쓰가 부총리 및 외상을 맡았던 시절인 1956년 주 미국 대사를 지냈다.

## 같이 보기
- 도조 히데키
- 시게미쓰 마모루